# Tizi Ntakoucht
Tizi Ntakoucht (franska: Tizi Ntakoucht (CR), Tizi Ntakoucht (Commune Rurale), arabiska: تسكدلت) är en kommun i Marocko.   Den ligger i provinsen Chtouka-Aït Baha och regionen Souss-Massa, i den centrala delen av landet, 500 km söder om huvudstaden Rabat. Antalet invånare är 1 951.